# Rolf Wilkening
Rolf Wilkening (1911 - Biebelhausen, 31 maart 1972) was een van de leiders van de Deutsch-Vlämische Arbeitsgemeinschaft (DeVlag).
Als student leidde hij voor de Tweede Wereldoorlog in Keulen de Aussenstelle West van de Reichsstudentenführung. Hij legde contacten met Vlaamse studenten en in 1936 was hij medeoprichter van de DeVlag. Kort voor de Tweede Wereldoorlog was hij cultuurattaché bij de Duitse ambassade in Brussel.
Tijdens de Tweede Wereldoorlog werkte hij mee aan het heropstarten van de DeVlag. In 1941 loodste hij bij besprekingen in Berlijn de DeVlag in de SS-structuren. Hij had van mei 1940 tot 1943 de leiding van de afdeling Kultur in de Propaganda Abteilung Belgien. Nadien was hij oorlogscorrespondent en was hij verbonden aan het SS-Hauptamt in Berlijn.